# Cressac
Cressac era una comuna francesa que estaba situada en el departamento de Charente, de la región de Nueva Aquitania, que en 1972 se fusionó con la comuna de Saint-Genis-de-Blanzac, formando la comuna de Cressac-Saint-Genis.

## Demografía
| Gráfica de evolución demográfica de Cressac entre 1800 y 1968 |
|                                                               |

Los datos demográficos contemplados en este gráfico se han cogido de la página francesa EHESS/Cassini.